# 環境財
環境財（かんきょうざい）とは、Environmental goodの複数形（グッズ）の日本語訳で、①環境が持つ資質そのものを財産として認識するとともに、②整った環境がある空間、③環境が与えてくれる付加価値、④環境を維持するための設備や道具・機器・物品あるいは手法も指し、素材・部材の意味から「環境材」と表記されることもある。

## 概略
環境財が示す環境には、自然環境と文化的環境があり、自然環境においては地質・地形や河川・海などの景観・資源そして動植物相の生態系といった天然にあるもの（自由財）、文化的環境では里山や公園などの人為的な影響や構造物がある。これら環境を保持するのに必要な有形無形の所産を総括して「環境財」と呼ぶ。
WWF（世界自然保護基金）では、環境が及ぼす気候、環境が放つ空気の提供、環境が持つ養分、バイオレメディエーションなども環境財とする。
環境財は地政学では資源地域に区分され、肥沃な土地や水利権を巡り紛争に発展する事例もある。
環境財がある場所には私有財産の民有地も含まれるが、公共財としての性格が強いため、社会的共用物すなわちコモンズ（入会地）と見做されることが多く、そこにある関連施設も地域全体の保有資産的に扱われる。

## 拡大解釈
環境財の中には砂防堰堤や排水路のような一見すると自然環境や景観を阻害しているように思われる人工物も含まれるが、環境管理に必要であれば環境財とされる。これらは産業遺産という視点では環境と一体となった文化景観として見られており、日本では土木・防災関連諸法以外に自然環境保全法や自然再生推進法でも設営が認められている。
文化経済学では、環境財を活かすために関わる労働力も環境財の一部と考えるようになっている。
近年、欧米では環境を継承する行為（環境営繕）も環境財とし、環境財が地域文化を補う環境文化財（無形文化財の派生）と捉え、「文化圏を形成する周辺条件」の一部という意味合いがもたれている。例えばイタリアでは文化財・文化活動省の前身が文化財環境財省で、環境財を文化財と同列にしていた（現在は文化財に包括）。

## 経済換算

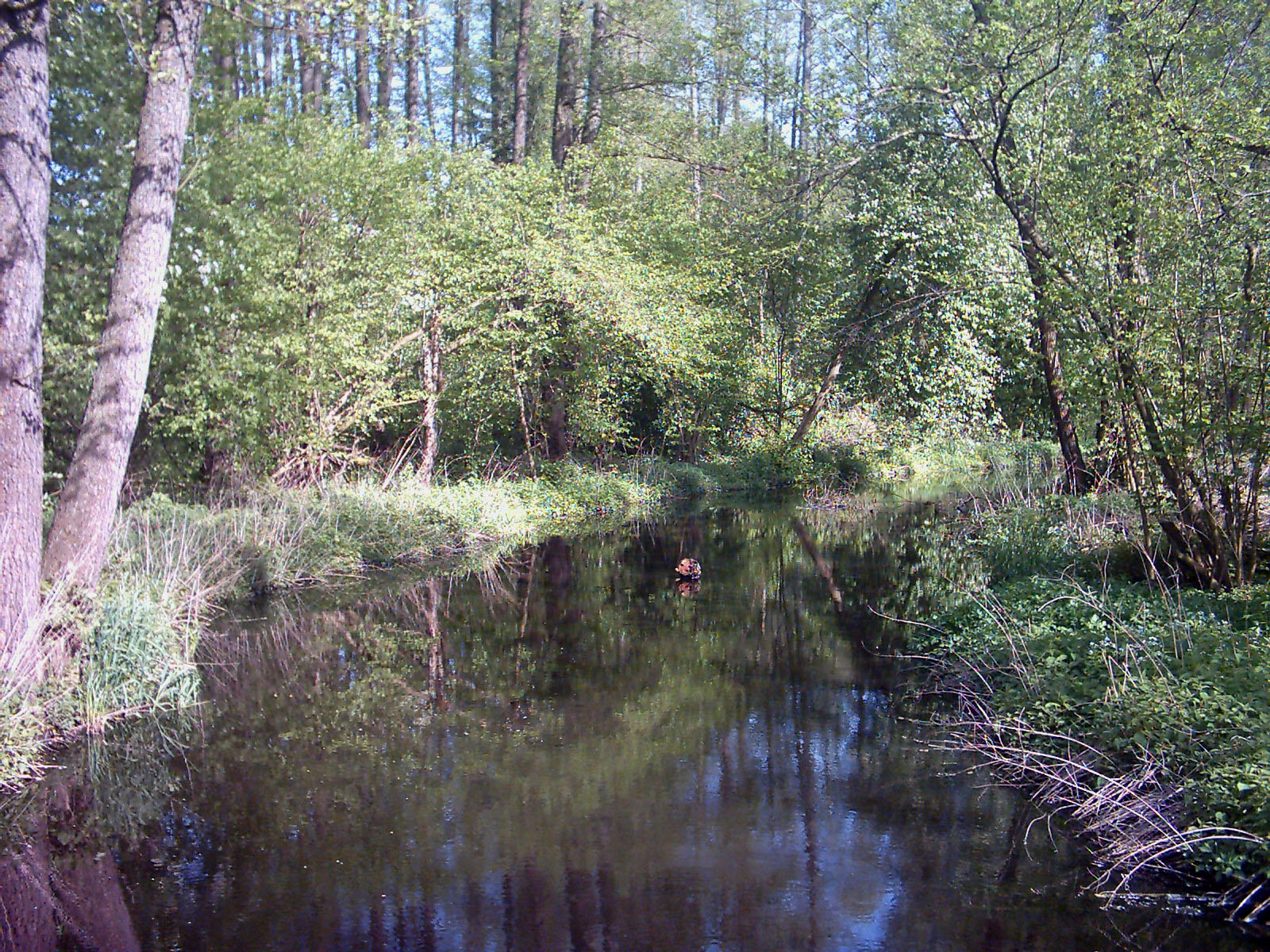
世界自然遺産ビャウォヴィエジャの森は欧州を代表する環境財森林でポーランド文化にも影響を与えてきた

環境財も資産である以上、環境経済学に基づき見合った価値が査定される。現実的にはバイオマスや二酸化炭素吸収源としての森林などの環境財は、温室効果ガスの排出取引という形で市場に介在している。
公平な国際的な取り引きに向け、WTO（世界貿易機関）が2014年7月に環境財協定を承認し、ソーラーパネルやリサイクル材の貿易障壁排除の交渉を始めようとしている。
環境財の潜在的価値は今後ますます高まるが、持続可能な開発が求められる。